# Martin-Luther-King-Kirche
Martin-Luther-King-Kirche nennt man die nach dem US-amerikanischen Bürgerrechtler Martin Luther King benannten Kirchengebäude:
- Martin-Luther-King-Kirche (Berlin) in Gropiusstadt
- Martin-Luther-King-Kirche (Hamburg-Steilshoop)
- Martin-Luther-King-Kirche (Hürth)
- Martin-Luther-King-Kirche (Stuttgart)